# Смикавець бурий
Смикавець бурий (Cyperus fuscus) — вид тонконогоцвітих рослин родини осокових.

## Поширення, екологія
Цей вид поширений від Макаронезії через Європу і Середземномор'я, Ємен на схід у Китай і В'єтнам. Вид введений у Північну Америку.
Вид зазвичай росте на сезонно затоплених каламутних зонах ставків, озер і водосховищ, на островах, краях річок. Конкуренція з багаторічними рослинами, особливо травами, пригнічується природним шляхом, наприклад, шляхом сезонних коливань рівня води або антропогенними діями, такими як вторгнення худоби.

## Морфологія
Однорічна рослина з волокнистими, червонуватими коренями. Стебла тригранні, 2–30 см × 0.6–1.1 мм, голі. Листові пластини широкі, плоскі, загострені, 4–10 см × 2–4 мм. Суцвіття голівчасті або парасолькоподібні, містить від 3 до 15 колосків, які є від темно-коричневого до темно-фіолетового кольору. Кожен колосок має близько десяти квітів, укладені в темних приквітках. Плоди — вузько від обернено-яйцюватої до еліпсоїдної форми горішки, чітко загострені, на короткій ніжці, з блідими краями, від зеленуватого до золотисто-коричневого кольору, 0.7–0.9 × 0.4 мм.

## Загрози та охорона
Немає значних загроз цьому виду. У Великій Британії, всі місця охороняються. У Чехії цей вид перебуває під загрозою зникнення, в Австрії він класифікується як уразливий. Поза цими областями немає заходів щодо збереження виду і немає такої необхідності.